# Quartinia jocasta
Quartinia jocasta är en stekelart som beskrevs av Richards 1962. Quartinia jocasta ingår i släktet Quartinia och familjen Masaridae. Inga underarter finns listade i Catalogue of Life.